# Otolithes
Otolithes – rodzaj ryb z rodziny kulbinowatych (Sciaenidae).

## Klasyfikacja
Gatunki zaliczane do tego rodzaju:
- Otolithes cuvieri
- Otolithes magdalenae
- Otolithes ruber